# Автогара Престън
Автогара Престън (на английски: Preston Bus Station) е централната автогара в град Престън, административния център на графство Ланкашър в северозападната част на Англия.
Построена през 1968 – 1969 година по проект на архитектите Кийт Ингам и Чарлс Уилсън, автогарата може да обслужва едновременно 80 двуетажни автобуса. Достъпът на пешеходци се осъществява през три подлеза, като сградата включва и многоетажен паркинг на 5 нива с капацитет 1100 автомобила. Характерните извити парапети на етажите на паркинга са проектирани от конструкторите от Ове Аруп и партньори, след като използването на вертикална стена с приемливи за архитектите детайли се оказва твърде скъпо.
В края на 20 век общината планира разрушаването на сградата, твърде голяма за нуждите на тази част на града, като част от проект за цялостно преустройство на градския център. Тези планове срещат съпротивата на обществени групи, които през 2000 година правят неуспешен опит да включат автогарата в списъка от защитени обекти на Английско наследство.